# Маньи-Монтарло
Маньи́-Монтарло́ (фр. Magny-Montarlot) — коммуна во Франции, находится в регионе Бургундия. Департамент коммуны — Кот-д’Ор. Входит в состав кантона Осон. Округ коммуны — Дижон.
Код INSEE коммуны — 21367.

## Население
Население коммуны на 2010 год составляло 234 человека.
| 1962 | 1968 | 1975 | 1982 | 1990 | 1999 | 2010 |
| ---- | ---- | ---- | ---- | ---- | ---- | ---- |
| 177  | 154  | 151  | 184  | 192  | 185  | 234  |

## Экономика
В 2010 году среди 150 человек трудоспособного возраста (15—64 лет) 124 были экономически активными, 26 — неактивными (показатель активности — 82,7 %, в 1999 году было 67,8 %). Из 124 активных жителей работали 112 человек (63 мужчины и 49 женщин), безработных было 12 (4 мужчины и 8 женщин). Среди 26 неактивных 7 человек были учениками или студентами, 11 — пенсионерами, 8 были неактивными по другим причинам.